# Nguyễn Khắc Đức (tướng quân đội)
Nguyễn Khắc Đức (sinh năm 1960) là Phó giáo sư ngành Khoa học quân sự, Thiếu tướng Quân đội nhân dân Việt Nam. Ông từng giữ chức vụ Phó Giám đốc Học viện Lục quân.

## Tiểu sử
Nguyễn Khắc Đức sinh ngày 20 tháng 7 năm 1960, quê quán tại xã Đức Lạc, huyện Đức Thọ, tỉnh Hà Tĩnh.
Nguyễn Khắc Đức có học vị tiến sĩ.
Năm 2014, Nguyễn Khắc Đức được phong học hàm Phó giáo sư ngành khoa học quân sự (mã số giấy chứng nhận là 2615/PGS).
Năm 2015, Đại tá Nguyễn Khắc Đức, Phó giám đốc Học viện Lục quân Đà Lạt, được thăng quân hàm Thiếu tướng Quân đội nhân dân Việt Nam.
Năm 2019, Thiếu tướng Nguyễn Khắc Đức giữ chức vụ Phó Giám đốc Học viện Lục quân.

## Lịch sử thụ phong quân hàm
- Đại tá
- Thiếu tướng (2015)